# Soledad de Graciano Sánchez (község)
Soledad de Graciano Sánchez község Mexikó San Luis Potosí államában található, a San Luis Potosí-i agglomeráció része. A község lakossága 2010-ben kb. 268 000 fő volt, ebből 255 000-en éltek a községközpontban, Soledad de Graciano Sánchezben, a többi 13 000 lakó 140 kisebb településen lakott.

## Fekvése
A község az állam fővárosától, San Luis Potosítól északkeletre terül el. Délnyugati sarkában található a községközpont, Soledad de Graciano Sánchez, mely teljesen egybeépült a fővárossal és mely a község területének 11,3%-át foglalja el. A község területe nagyrészt 1840–1860 méteres tengerszint feletti magasságban fekvő síkság, de keleti és északkeleti csücskeiben már a Keleti-Sierra Madre hegység nyúlványai kezdődnek: legmagasabb pontja a 2300 métert is meghaladja. A területnek állandó vízfolyása nincs, csak kis időszakos patakok. A község földjeinek mintegy 48%-át növénytermesztésre hasznosítják, a legelők 5,5%-ot foglalnak el, erdő alig van, mindössze 0,3%, és 6%-ot tesznek ki a mezquite nevű mimózaféle fával ritkásan borított részek.

## Élővilág
Száraz éghajlatának köszönhetően a városon kívüli terület jellemző növényei a mezquite fák és a fügekaktuszok, egyéb tüskés száraz bozótok mellett. Állatai közül a nyulak, a prérifarkasok és a viperák emelhetők ki.

## Népesség
A község lakóinak száma a közelmúltban igen gyorsan nőtt: 1990 és 2010 között több mint 2-szeresére növekedett. A változásokat szemlélteti az alábbi táblázat:
| Év   | Lakosság |
| ---- | -------- |
| 1990 | 132 979  |
| 1995 | 156 498  |
| 2000 | 180 296  |
| 2005 | 226 803  |
| 2010 | 267 839  |

## Települései
A községben 2010-ben 141 lakott helyet tartottak nyilván, de nagy részük igen kicsi: 79 településen 10-nél is kevesebben éltek. A jelentősebb helységek:
| Település                                   | Lakosság (2010) |
| ------------------------------------------- | --------------- |
| Soledad de Graciano Sánchez (községközpont) | 255 015         |
| Rancho Nuevo                                | 2807            |
| Enrique Estrada (La Concha)                 | 2023            |
| General Cándido Navarro (Laguna Seca)       | 924             |
| El Zapote                                   | 920             |
| Los Gómez                                   | 835             |
| Palma de la Cruz                            | 695             |
| Estación Ventura                            | 585             |
| La Tinaja                                   | 553             |
| San José del Barro                          | 370             |
| Minas de San Pedro                          | 336             |
| Ejido Soledad                               | 283             |
| División del Norte Primera Sección          | 227             |
| El Huizache                                 | 219             |
| La Purísima (Fracción la Purísima)          | 208             |